# Hypsistozoa
Hypsistozoa är ett släkte av sjöpungar. Hypsistozoa ingår i familjen Holozoidae.
Kladogram enligt Catalogue of Life:
| Hypsistozoa | \| \| Hypsistozoa distomoides \| \| \| \| \| \| Hypsistozoa fasmeriana \| \| \| \| \| \| Hypsistozoa obscura \| \| \| \| |
|             | \| \| Hypsistozoa distomoides \| \| \| \| \| \| Hypsistozoa fasmeriana \| \| \| \| \| \| Hypsistozoa obscura \| \| \| \| |
|             | Distaplia |
|             | |
|             | Hypodistoma |
|             | |
|             | Neodistoma |
|             | |
|             | Polydistoma |
|             | |
|             | Protoholozoa |
|             | |
|             | Sigillina |
|             | |
|             | Sycozoa |
|             | |
|             | Hypsistozoa distomoides                                                                                                  |
|             | |
|             | Hypsistozoa fasmeriana                                                                                                   |
|             | |
|             | Hypsistozoa obscura |
|             | |

|  | Hypsistozoa distomoides |
|  |                         |
|  | Hypsistozoa fasmeriana  |
|  |                         |
|  | Hypsistozoa obscura     |
|  |                         |